# Battaglia di Renty
La battaglia di Renty del 13 agosto 1554 fu una vittoria francese sul  Sacro Romano Impero Germanico.

## Contesto
- Il conflitto tra la Francia e l'Impero si sviluppò con Enrico II, figlio e successore di Francesco I contro lo stesso avversario Carlo V.
- La guerra riprese nel 1551. La Francia si alleò con i principi tedeschi e portò la guerra in Lorena, prese Metz, Toul e Verdun nel 1552.
- I combattimenti si svilupparono anche nelle Fiandre: nel luglio 1553, la Francia perse Hesdin, che Carlo Quinto farà radere (sito di Vieil Hesdin) e Thérouanne, che subirà la stessa sorte nel medesimo anno 1553, ma conquistò Bouvines, Dinant, Marienbourg[1].
- Nel 1554, il connestabile di Montmorency riprese un vecchio progetto di marciare su Bruxelles ma invecchiando si mostrò irresoluto e di fronte alle truppe dell'Impero, malgrado un esercito forte di oltre 40 000 uomini, ripiegò successivamente su Cambrai, Calais, Boulogne e finalmente Renty, ove avvenne lo scontro.
- I grandi capi francesi parteciparono alla battaglia: Francesco I di Guisa, Gaspard de Saulx, maresciallo di Tavannes, Francesco I di Nevers, Claude II d'Aumale, Gaspard II de Coligny.
- Le forze erano uguali in ogni campo.

## La battaglia
La battaglia ebbe luogo il 13 agosto. L'artiglieria francese bombardò il castello di Renty. L'avanguardia imperiale attaccò. Le forze s'affrontarono ai piedi della collina che domina Renty. Le truppe spagnole furono ricacciate a seguito del micidiale combattimento nel quale morirono un buon numero di gentiluomini francesi fino a Bois Guillaume. Questa posizione fu decisiva e l'esercito francese non riuscì a penetrarla. Gaspard de Saulx si distinse per il suo valore..  Gaspard II di Coligny entrò nel bosco con un migliaio di uomini, condusse un accanito combattimento e si appropriò dell'artiglieria spagnola.

## Conseguenze della battaglia
L'armata spagnola perse circa duemila uomini.
- Nonostante la vittoria, l'armata francese dovette togliere l'assedio a Renty il 15 agosto per mancanza di munizioni.
- Enrico II rimise sul campo di battaglia il cordone dell'Ordine di San Michele a Gaspard de Saulx per il suo comportamento in battaglia.
- L'armata francese ripiegò su Compiègne ma mantenne ciò non di meno il suo vantaggio nel perseguire Carlo V, che dovette fuggire per non essere preso prigioniero.
- L'imperatore fu costretto ad accettare la conclusione di una tregua, detta tregua di Vaucelles per 5 anni (ma questa verrà violata l'anno successivo).
- Una targa commemorativa della battaglia fu installata nella chiesa di Renty[2].